# Neung-sur-Beuvron
Neung-sur-Beuvron ist eine französische Gemeinde mit 1.263 Einwohnern (Stand: 1. Januar 2022) im Département Loir-et-Cher in der Region Centre-Val de Loire; sie gehört zum Arrondissement Romorantin-Lanthenay und zum Kanton Chambord. Die Einwohner werden Noviodunois genannt.

## Geographie
Die Gemeinde Neung-sur-Beuvron liegt etwa 25 Kilometer ostsüdöstlich von Blois in der Seenlandschaft Sologne am Beuvron, in den hier die Tharonne mündet und am Néant. Umgeben wird Neung-sur-Beuvron von den Nachbargemeinden La Marolle-en-Sologne im Norden, Yvoy-le-Marron im Norden und Nordosten, Chaumont-sur-Tharonne im Nordosten, Saint-Viâtre und La Ferté-Beauharnais im Osten, Marcilly-en-Gault im Südosten und Süden, Millançay im Süden, Vernou-en-Sologne im Südwesten und Westen sowie Montrieux-en-Sologne im Westen und Nordwesten.

## Bevölkerungsentwicklung
| Jahr                       | 1962 | 1968 | 1975 | 1982 | 1990 | 1999 | 2006 | 2014 | 2022 |
| Einwohner                  | 1175 | 1205 | 1155 | 1196 | 1152 | 1112 | 1177 | 1222 | 1263 |
| Quellen: Cassini und INSEE |      |      |      |      |      |      |      |      |      |

## Sehenswürdigkeiten
- Kirche Saint-Denis
- gallorömische Wallburg (La Motte) von Condras
- Schloss La Chauvellerie
- Schloss Le Gué-Mulon
- Schloss Visomblain
- Schloss La Touchette
- Schloss Le Garry
- Schloss Villemorant
- Schloss Villebourgeon mit Schlosskapelle
- Schloss Marcheval
- Villa Saint-Léon
- Wasserturm

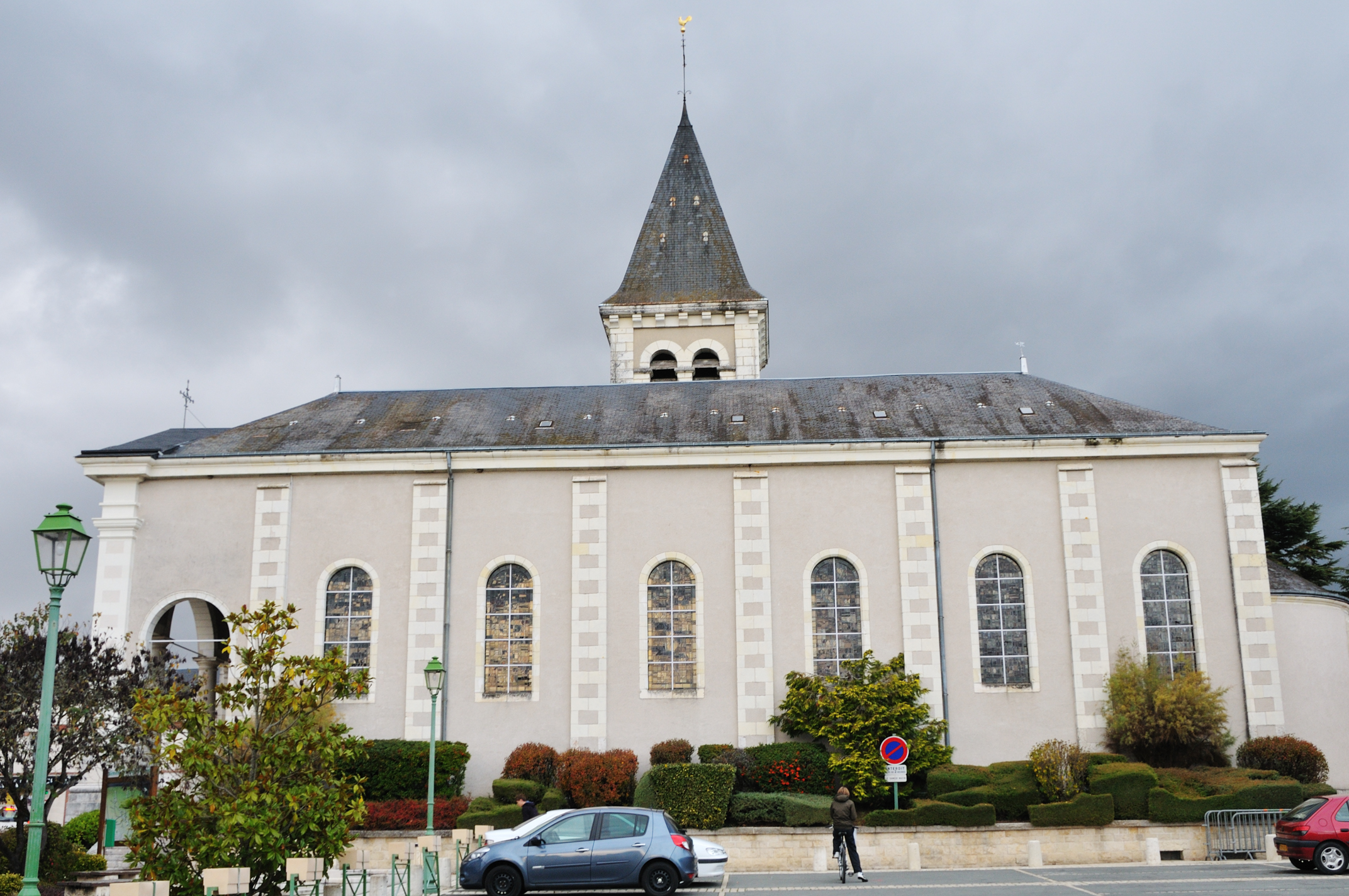
Kirche Saint-Denis
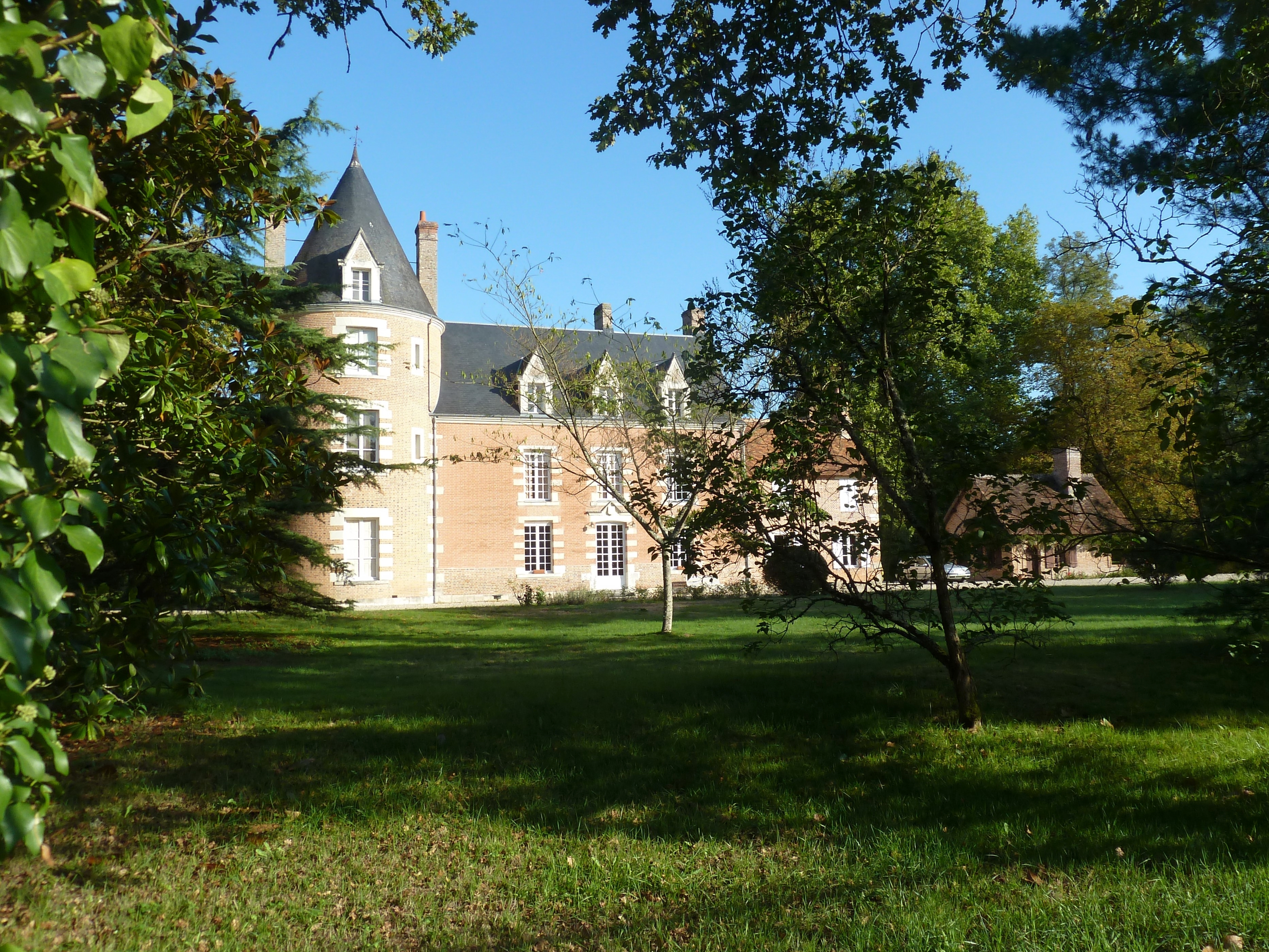
Schloss La Chauvellerie
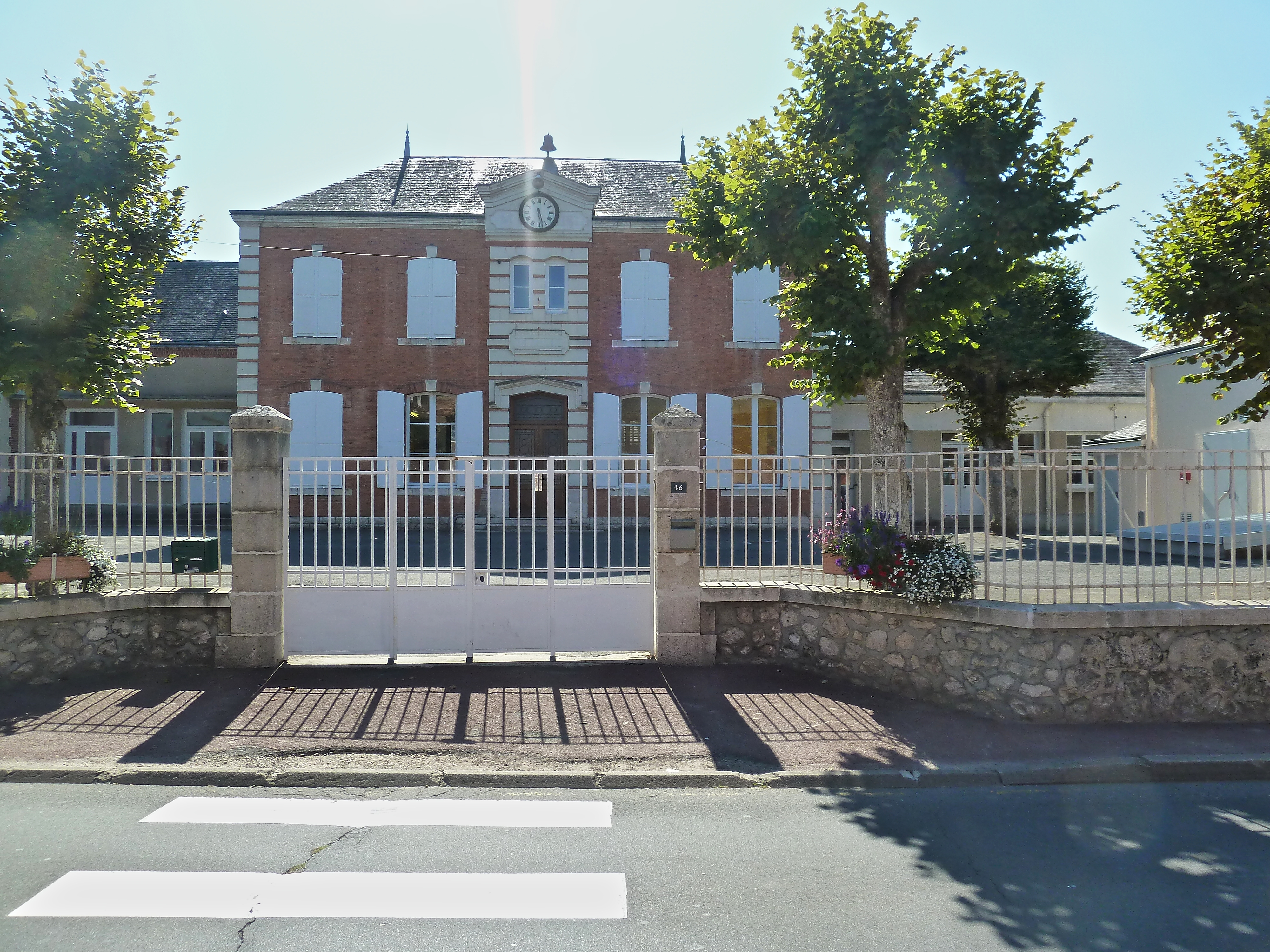
Schule

## Gemeindepartnerschaften
Mit der deutschen Gemeinde Wulften am Harz in Niedersachsen und der britischen Gemeinde Williton in Somerset (England) bestehen Partnerschaften.